# 스타바트 마테르 (드보르자크)

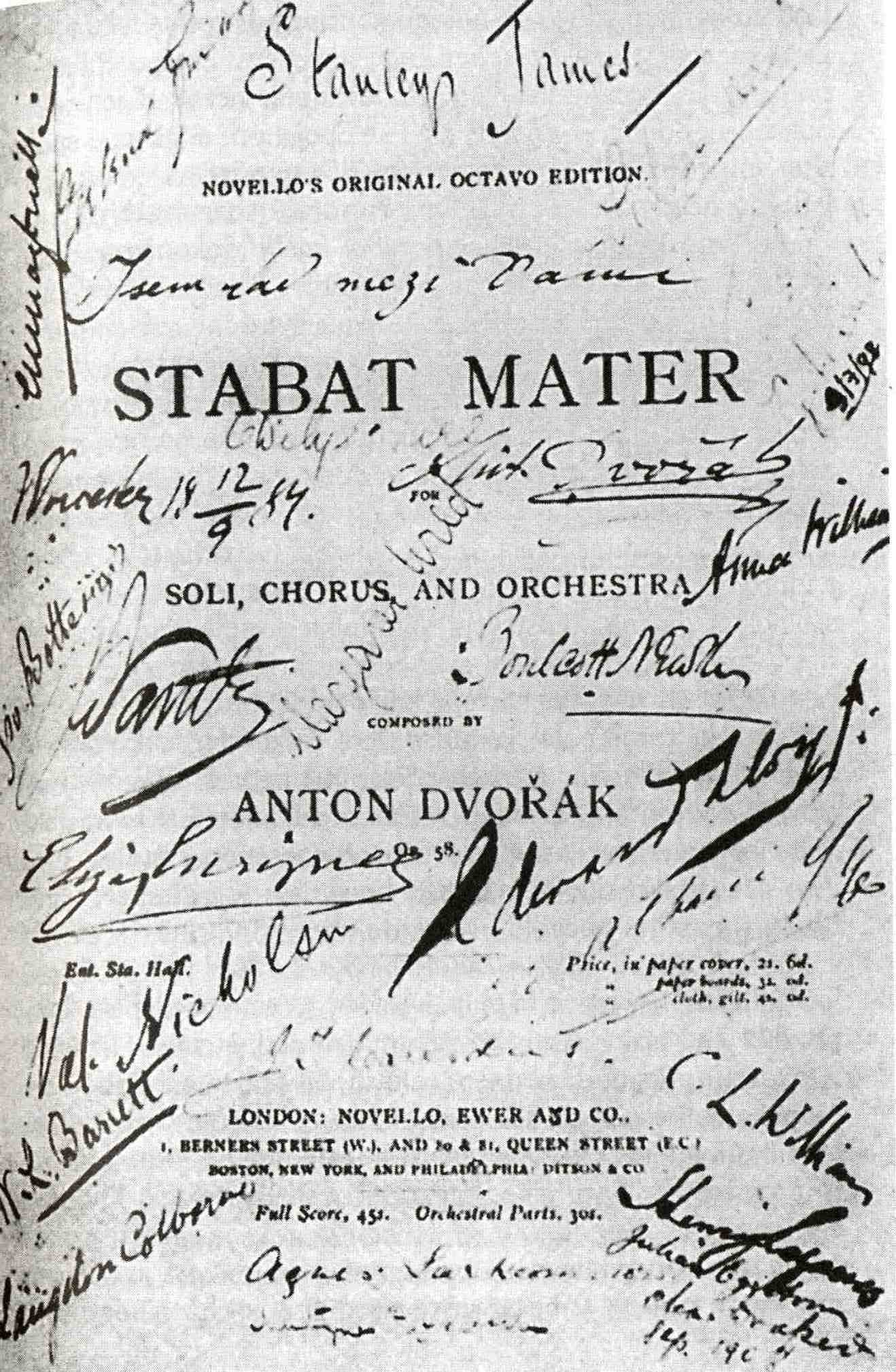

안토닌 드보르자크의 《스타바트 마테르 작품번호 58, B.71》는 스타바트 마테르]] 시퀀스의 20개 연의 성악 독창자, 합창단 및 오케스트라를 위한 확장된 설정이다. 드보르자크는 1876년에 이 구성을 스케치하고 1877년에 완성했다. 그것은 신성한 칸타타 와 오라토리오 로 특징지어지고 있으며 10 악장으로 구성되어 있으며 그 중 첫 번째와 마지막 부분만 주제적으로 연결되어 있다. 총 공연 시간은 약 85분이다.
이 작품은 1880년 프라하에서 초연되었다. N. Simrock은 드보르자크의 Op. 1881년 58. 1882년 레오시 야나체크는 브르노에서 작품의 공연을 지휘했다. 이 작품은 1883년 런던에서, 1884년에 다시 로열 앨버트 홀에서 공연되었으며, 따라서 드보르작이 작곡가로서 국제적 돌파구를 마련하는 데 결정적인 역할을 했다.
드보르자크가 1875년 8월 생후 이틀 된 딸 요세파의 죽음에 대한 반응으로 1876년 2월에 스타바트 마테르를 작곡하기 시작한 방법은 자주 이야기되지만 21세기 학계에서는 의심을 받아왔다  7월 30일 드보르자크는 문화 교육부의 장학금 신청서와 함께 그의 원고를 빈으로 보냈다. 그는 1877년 작곡의 최종 양식화로 돌아갔고, 살아남은 두 자녀가 얼마 안 가서 사망했다.

## 편성
- 독창: 소프라노, 알토, 테너, 베이스 각 1
- 합창: 4부 혼성 합창(소프라노, 알토, 테너, 베이스)
- 관현악: 플루트2, 오보에2, 잉글리시 호른, 클라리넷(가조)2, 바순2, 호른(바조-2, 라조-2)4, 트럼펫2, 트롬본3, 튜바, 팀파니, 현악 5부